# Rani (série télévisée)
Pour les articles homonymes, voir Rani.
Rani est une mini-série télévisée française en 8 épisodes de 52 minutes, réalisée par Arnaud Sélignac et diffusée à partir du 14 décembre 2011 sur la chaîne France 2. Avant d'être diffusée en France, la série l'a été en Belgique, sur La Une, à partir du 27 août 2011.

## Développement
La série bénéficie d'un scénario original signé par l'auteur de bandes dessinées Jean Van Hamme. Lancé en 2008, le projet a ensuite pris du retard du fait de la réforme de France Télévisions. Dans l'intervalle, le scénario a été adapté sous forme d'une série homonyme en bande dessinée, dont la parution en albums, chez la maison d'édition Le Lombard, a débuté sans savoir si le feuilleton serait tourné. La situation budgétaire s'étant finalement débloquée, le tournage de la série a commencé en octobre 2010. Le budget du tournage se monte à 14 millions d'euros.
Le scénario a par ailleurs fait l'objet d'une novélisation cosignée par Jean Van Hamme et François Forestier, parue chez Michel Lafon.

## Synopsis
Au XVIIIe siècle, en 1743, Jolanne de Valcourt, une jeune femme belle, insoumise et sensuelle, est la fille née hors mariage du vieux marquis Charles de Valcourt, qui l'a néanmoins reconnue. Philippe de Valcourt, demi-frère de Jolanne, assassine son père, puis spolie sa demi-sœur en lui faisant endosser la responsabilité d'un autre meurtre et d'un crime de haute trahison qu'il a lui-même commis (lors de la guerre de Succession d'Autriche en vendant les plans de la bataille de Dettingen).
Jolanne parvient à s'évader et rejoint une bande de brigands. Arrêtée, condamnée à mort, elle parvient à échapper à l'exécution en se faisant passer pour une femme condamnée à la déportation aux colonies. Marquée de la fleur de lys des condamnés et envoyée aux Indes françaises, elle est vendue aux enchères à une maison de prostitution, dont elle réussit rapidement à se faire nommer tenancière pour en réformer le très sévère règlement.
Mais un séide de son demi-frère, Laroche, promu chef de police de Mahé, la reconnaît et se met à la faire chanter, l'obligeant à un départ mouvementé à l'issue duquel elle est recueillie amnésique dans un village de pêcheurs. Pour avoir omis de se prosterner au passage du vieux maharadja local, elle doit de nouveau fuir jusqu'à l'épuisement. Toujours sans souvenirs de son passé, elle est recueillie et soignée par Jeanne Dupleix, l'épouse du gouverneur de Pondichéry, Joseph François Dupleix, dont elle devient la secrétaire. On y apprend des nouvelles de France et de la bataille de Fontenoy par l'amiral de La Bourdonnais venu avec une flotte prendre la ville de Madras. Plus tard, il se plaint de la restitution de cette dernière à l'Angleterre.
Dans le cadre de sa nouvelle fonction, Jolanne assiste peu après aux funérailles du même maharadja, où elle découvre l'horrible coutume de la satī, tandis que le fils héritier du souverain, Ranveer Singh, s'éprend d'elle et la demande vainement en mariage. L'arrivée inopinée de Philippe à Pondichéry lui fait recouvrer la mémoire, mais la reprise des complots de son demi-frère la fait rattraper par son ancienne condamnation.
Elle est sauvée in extremis de la décapitation par l'arrivée du râja épris, qui en fait d'autorité sa troisième épouse, désormais intouchable. Le mariage s'avère difficile, la nouvelle rani tardant à enfanter un héritier, et se mêlant par trop des affaires politiques dans cette société misogyne. De plus, Jolanne est toujours amoureuse du chevaleresque officier anglais Craig Walker, son premier amour, rencontré justement quand Philippe livrait à celui-ci les secrets militaires français.
Le conflit anglo-français pour le contrôle des Indes, lors de la guerre de Sept Ans, rattrape tout le monde. Égal à lui-même, Philippe, nommé nouveau gouverneur de Pondichéry à force d'intrigues, pactise avec les Anglais, trouve refuge chez le voisin et ennemi du râja, et enlève le fils de ce dernier pour une rançon. Aidée seulement par Chandi, un ami du village de pêcheurs, Jolanne affronte Philippe en un duel mortel et délivre le prince. Entretemps, Laure de Marsac, épouse de Philippe, décède de paludisme juste après avoir témoigné par écrit de l'innocence de Jolanne, son amie d'enfance.
Les Anglais battent définitivement les Français dans une bataille (sans doute celle de Wandiwash) où le râja, allié de la France, est mortellement blessé. Condamnée à la satī par sa fielleuse belle-mère, Jolanne y échappe de justesse grâce au déclenchement miraculeux de la mousson qui éteint le bûcher, ayant invoqué la déesse Kali. L'ex-rani quitte à jamais l'Inde. Rentrée en France, elle y apprend sa réhabilitation officielle et totale, assortie de la restitution de son titre de marquise héritière. C'est là son seul bien dorénavant, Philippe ayant entretemps vendu le château familial. Jolanne s'y rend une dernière fois par nostalgie, et là découvre que l'acheteur inconnu n'était autre que... Craig Walker. La guerre finie, la marquise de Valcourt peut enfin épouser l'homme qu'elle aime.

## Épisodes
1. Bâtarde (première diffusion en France le 14 décembre 2011)
2. Brigande (première diffusion en France le 14 décembre 2011)
3. Esclave (première diffusion en France le 21 décembre 2011)
4. Maîtresse (première diffusion en France le 21 décembre 2011)
5. Intouchable (première diffusion en France le 28 décembre 2011)
6. Condamnée (première diffusion en France le 28 décembre 2011)
7. Reine (première diffusion en France le 4 janvier 2012)
8. Marquise (première diffusion en France le 4 janvier 2012)

## Distribution
- Mylène Jampanoï : Jolanne de Valcourt
- Jean-Hugues Anglade : Philippe de Valcourt
- Rémi Bichet : Craig Walker
- Olivier Sitruk : Ranveer Singh, maharadja de Sandrapur
- Yaël Abecassis : Jeanne Dupleix
- Lio : Madame Rose
- Jean-Philippe Écoffey : Joseph François Dupleix
- Pascal Demolon : Laroche
- Jeffrey Goldberg : Robert Clive
- Doudou Masta : Gabriel, dit l'Ange noir
- Gabriella Wright : Indra
- Emma Reynaud : Laure de Marsac
- Haarsh Nagar : Chandi
- Farid Elouardi : Nadir Sing
- Arnaud Bedouët : Charles de Lallieu
- Hélène de Saint-Père : Isabelle de Marsac
- Antoine Gouy : Charles de Bussy
- Éric Viellard : l'amiral de La Bourdonnais
- Yves Pignot : Charles de Valcourt
- Shannti Dinnoo : Pourna, la première épouse de Ranveer Singh
- Jean-Christophe Bouvet : l'intendant de police
- Marc Citti : Docteur Bontempré
- Xavier Letourneur : Baron d’Argimont
- Émilie Esquerré : Jeanne Dubois

## Tournage

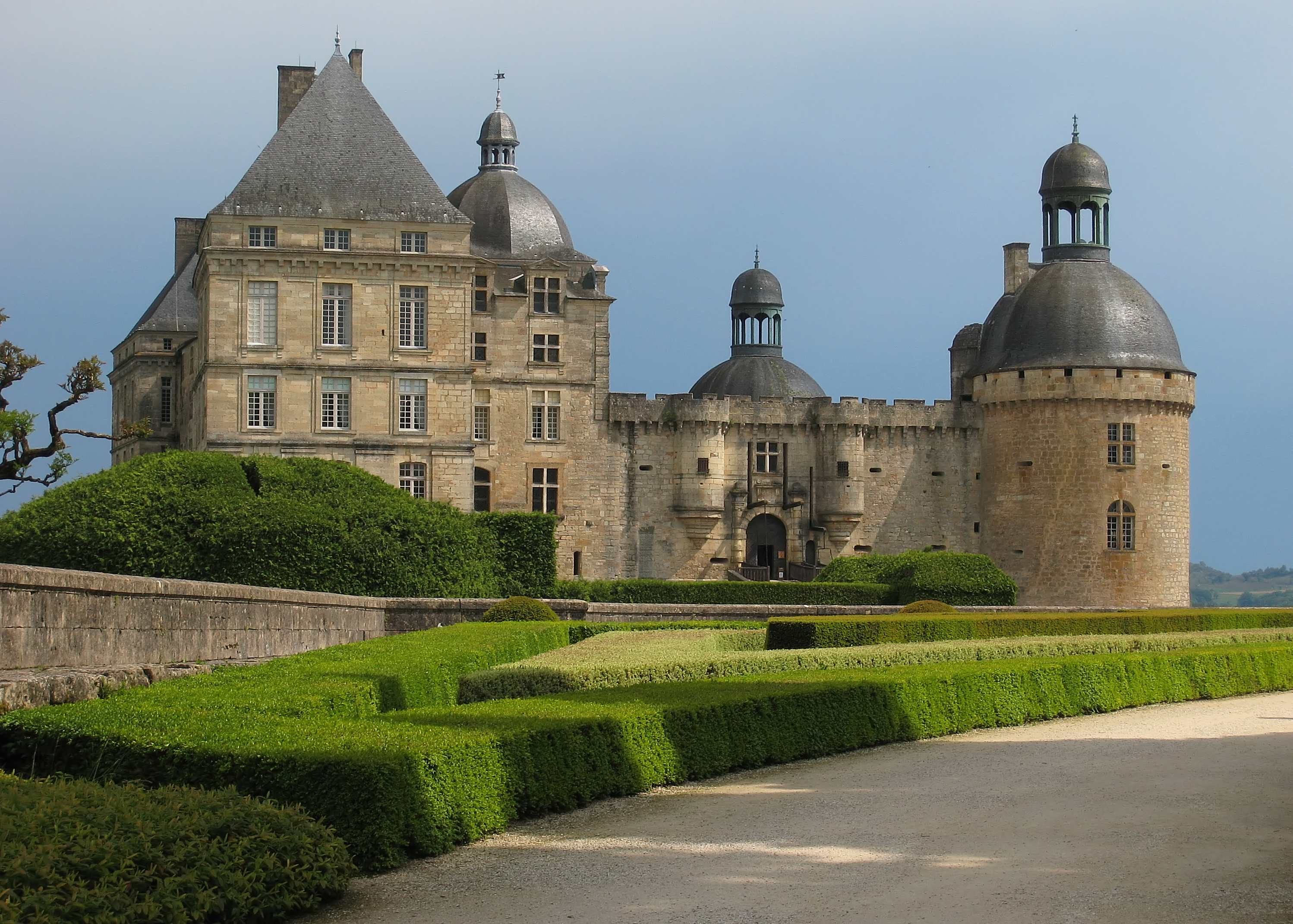
Le château de Hautefort.

Les scènes tournées en France l'ont été en Dordogne :
- Château de Hautefort
- Cloître de l'abbaye de Cadouin
- Dans les abris du vallon de Castel Merle à Sergeac
- Dans la partie ancienne de Sarlat
- Château de Lanquais
- Château de Marzac à Tursac
- Site de la Madeleine à Tursac
- Château de Lacoste à Castelnaud-la-Chapelle.

Concernant les scènes tournées en Inde, on peut reconnaître :
- le Fort de Junagarh à Bîkâner[5]
- le Haveli Patwon et le lac Gadisagar de Jaisalmer
- le Jag Mandir et le Jag Niwas de Udaipur

## Audimat
Bénéficiant d'une vaste campagne publicitaire lors de sa diffusion en France, débutée peu avant les fêtes de Noël 2011, la série n'atteint pas les scores d'audience espérés. Les épisodes réunissent en moyenne 3,1 millions de téléspectateurs pour 11,3 % de part d'audience, un résultat que France Télévisions juge « correct » mais néanmoins décevant.

## DVD
- L'intégrale de la série est sortie en coffret digipack 3 DVD au format 1.77 panoramique 16/9 en français 2.0 avec sous-titres pour malentendants. En bonus un making of de 40 minutes et le clip du générique[6].